# Remus Nicolai
Remus Nicolai, est un gymnaste aérobic roumain, né le 10 juin 1977 à Bistriţa.

## Biographie
Il s'est marié en 2002 avec la gymnaste Daniela Mărănducă. Avec elle, il a eu une fille née en 2006 et a ouvert en 2007 un club privé de gymnastique à Constanța. Ensemble, ils entraînent depuis 2017 l'équipe nationale junior de gymnastique artistique féminine au centre de Deva.

## Palmarès

### Championnats du monde
- 2004 à Sofia, Bulgarie
  -  en solo
  -  en duo
- 2002 à Klaipėda, Lituanie
  -  en duo
- 2000 à Riesa, Allemagne
  -  en trio
  -  en duo
- 1999 à Hanovre, Allemagne
  -  en trio

### Championnats d'Europe
- 2003 à Debrecen, Hongrie
  -  en duo
  -  en solo
- 2001 à Saragosse, Espagne
  -  en duo
- 1999 à Birmingham, Royaume-Uni
  -  en duo
  -  en trio